# Bhupendra Silwal
Bhupendra Bahadur Bahadur Silwal (ur. 17 listopada 1935 w Sankhu, zm. 20 września 2012 w Chhauni) – nepalski lekkoatleta (maratończyk), olimpijczyk.
Brał udział w Letnich Igrzyskach Olimpijskich 1964 w Tokio. Wystąpił w biegu maratońskim, którego nie ukończył.
Zajął siódme miejsce na Igrzyskach Azjatyckich 1958. Służył także w nepalskiej armii, za osiągnięcia sportowe otrzymał nagrodę przyznaną przez Forum Nepalskich Dziennikarzy Sportowych. Zmarł w 2012 roku (cierpiał m.in. na raka żołądka i na żółtaczkę).